# All Around the World (Lisa Stansfield)
All Around the World is de eerste solosingle van de Britse zangeres Lisa Stansfield. Het is afkomstig van haar album Affection uit 1989 en is tot nu toe haar grootste hit. 
All Around the World behaalde de eerste plaats in de hitlijsten in 12 landen, waaronder het Verenigd Koninkrijk en Nederland. In Nederland stond het nummer vier weken op de eerste plaats in de Nederlandse Top 40. Ook werd het nummer de eerste nummer 1-hit in de Amerikaanse Billboard R&B hitlijst van een blanke vrouwelijke artiest.

## Nieuwe versies en samples
In 1992 nam Lisa Stansfield een nieuwe versie op met Barry White door wiens muziek ze was beïnvloed. Deze samenwerking kreeg zeven jaar later een vervolg middels het duet The Longer We Make Love, afkomstig van White's album Staying Power.
Rapper Puff Daddy samplede het voor zijn nummer "Been Around The World". Ook delen van de tekst zitten erin verwerkt.

## Hitnoteringen

### Nederlandse Top 40
| Hitnotering: 18-11-1989 t/m 24-02-1990 | Hitnotering: 18-11-1989 t/m 24-02-1990 | Hitnotering: 18-11-1989 t/m 24-02-1990 | Hitnotering: 18-11-1989 t/m 24-02-1990 | Hitnotering: 18-11-1989 t/m 24-02-1990 | Hitnotering: 18-11-1989 t/m 24-02-1990 | Hitnotering: 18-11-1989 t/m 24-02-1990 | Hitnotering: 18-11-1989 t/m 24-02-1990 | Hitnotering: 18-11-1989 t/m 24-02-1990 | Hitnotering: 18-11-1989 t/m 24-02-1990 | Hitnotering: 18-11-1989 t/m 24-02-1990 | Hitnotering: 18-11-1989 t/m 24-02-1990 | Hitnotering: 18-11-1989 t/m 24-02-1990 | Hitnotering: 18-11-1989 t/m 24-02-1990 | Hitnotering: 18-11-1989 t/m 24-02-1990 | Hitnotering: 18-11-1989 t/m 24-02-1990 |
| Week                                   | 1                                      | 2                                      | 3                                      | 4                                      | 5                                      | 6                                      | 7                                      | 8                                      | 9                                      | 10                                     | 11                                     | 12                                     | 13                                     | 14                                     |                                        |
| -------------------------------------- | -------------------------------------- | -------------------------------------- | -------------------------------------- | -------------------------------------- | -------------------------------------- | -------------------------------------- | -------------------------------------- | -------------------------------------- | -------------------------------------- | -------------------------------------- | -------------------------------------- | -------------------------------------- | -------------------------------------- | -------------------------------------- | -------------------------------------- |
| Nummer                                 | 35                                     | 17                                     | 10                                     | 4                                      | 3                                      | 2                                      | 1                                      | 1                                      | 1                                      | 1                                      | 3                                      | 13                                     | 23                                     | 38                                     | uit                                    |

### Nationale Hitparade Top 100 / Nationale Top 100
| Hitnotering: 18-11-1989 t/m 24-03-1990 | Hitnotering: 18-11-1989 t/m 24-03-1990 | Hitnotering: 18-11-1989 t/m 24-03-1990 | Hitnotering: 18-11-1989 t/m 24-03-1990 | Hitnotering: 18-11-1989 t/m 24-03-1990 | Hitnotering: 18-11-1989 t/m 24-03-1990 | Hitnotering: 18-11-1989 t/m 24-03-1990 | Hitnotering: 18-11-1989 t/m 24-03-1990 | Hitnotering: 18-11-1989 t/m 24-03-1990 | Hitnotering: 18-11-1989 t/m 24-03-1990 | Hitnotering: 18-11-1989 t/m 24-03-1990 | Hitnotering: 18-11-1989 t/m 24-03-1990 | Hitnotering: 18-11-1989 t/m 24-03-1990 | Hitnotering: 18-11-1989 t/m 24-03-1990 | Hitnotering: 18-11-1989 t/m 24-03-1990 | Hitnotering: 18-11-1989 t/m 24-03-1990 | Hitnotering: 18-11-1989 t/m 24-03-1990 | Hitnotering: 18-11-1989 t/m 24-03-1990 | Hitnotering: 18-11-1989 t/m 24-03-1990 | Hitnotering: 18-11-1989 t/m 24-03-1990 |
| Week                                   | 1                                      | 2                                      | 3                                      | 4                                      | 5                                      | 6                                      | 7                                      | 8                                      | 9                                      | 10                                     | 11                                     | 12                                     | 13                                     | 14                                     | 15                                     | 16                                     | 17                                     | 18                                     |                                        |
| -------------------------------------- | -------------------------------------- | -------------------------------------- | -------------------------------------- | -------------------------------------- | -------------------------------------- | -------------------------------------- | -------------------------------------- | -------------------------------------- | -------------------------------------- | -------------------------------------- | -------------------------------------- | -------------------------------------- | -------------------------------------- | -------------------------------------- | -------------------------------------- | -------------------------------------- | -------------------------------------- | -------------------------------------- | -------------------------------------- |
| Nummer                                 | 51                                     | 27                                     | 12                                     | 9                                      | 4                                      | 4                                      | 2                                      | 1                                      | 2                                      | 3                                      | 5                                      | 7                                      | 11                                     | 20                                     | 36                                     | 54                                     | 78                                     | 99                                     | uit                                    |

### NPO Radio 2 Top 2000
| Nummer met noteringen in de NPO Radio 2 Top 2000 | '99  | '00 | '01  | '02  |
| ------------------------------------------------ | ---- | --- | ---- | ---- |
| All Around the World                             | 1472 | -   | 1967 | 1949 |

1. ↑  Een '-' betekent dat het nummer niet was genoteerd en een vetgedrukt getal geeft de hoogste notering aan.
2. ↑  Deze tabel is bijgewerkt tot en met de meest recente editie (2024).